# Wohnplatz am Stora Tjikkiträsket
Der Wohnplatz am Stora Tjikkiträsket (See) liegt westlich der E 12, rund 2,3 km südlich von Gunnarn in der Gemeinde Storuman in der schwedischen Provinz Västerbottens län und der historischen Provinz Lappland.
Auf einer Landzunge im Tjikkiträsket befinden sich Reste zweier Winterlager der Jäger und Sammler und eine Wohnplatzgrube. Das größere Winterlager ist hufeisenförmig, 16 × 14 Meter und von einem 3–4 m breiten und 0,3 m hohen Wall umgeben. Das kleinere ist ebenfalls hufeisenförmig mit etwa 12 m Durchmesser und wird von einem gleichartigen Wall umgeben. Die Wohnplatzgrube ist oval mit Abmessungen von etwa 8,0 × 7,0 Metern.
Das Gebiet wurde im Zusammenhang mit einer Seeregulierung untersucht. Dabei fand man Hunderte von Schabern aus Quarzit, Teile von Tierkopfdolchen aus Schiefer, zwei Steinkeulen, zwei große Steinhacken, einige Keramikscherben und verbrannte Knochen von Bibern, Elchen und Seehunden sowie Fischgräten.
Das größere Winterlager wurde intermittierend von 4000 bis 2000 v. Chr. verwendet.